# Мошонмадяровар
Мошонмадяровар (на унгарски: Mosonmagyaróvár) е град в област Дьор-Мошон-Шопрон, северозападна Унгария. Населението му е 34 165 души (1 януари 2024).
Разположен е на 125 m надморска височина в Среднодунавската низина, на 17 km югоизточно от точката, в която се събират границите със Словакия и Австрия. Образуван е през 1939 година със сливането на градовете Мошон и Мадяровар. Те съществуват от Средновековието, като първоначално първият, а след това вторият, е административен център на унгарския комитат Мошон.